# 20 Dywizja Zmechanizowana
20 Dywizja Zmechanizowana (20 DZ) – związek taktyczny ludowego Wojska Polskiego.

## Formowanie dywizji
Dywizja została sformowana wiosną 1951 roku na bazie 47 pułku piechoty ze Szczecinka z przeznaczeniem dla 1 Korpusu Piechoty. Podstawę formowania stanowił rozkaz Nr 0044/Org. Ministra Obrony Narodowej z dnia 17 maja 1951 roku. 
W tym czasie wprowadzono nowe etaty dywizji zmechanizowanej typu B. Ich wprowadzenie było podyktowane koniecznością zredukowania nadmiernych planów, zmniejszały one stan liczebny dywizji, jak również ograniczały liczbę czołgów i dział pancernych w stosunku do dywizji typu A. Pułki zmechanizowane miały w swojej strukturze tylko jeden batalionu piechoty zmotoryzowanej, a w miejsce batalionu czołgów wprowadzono kompanię czołgów. W tym czasie pułk posiadał etatowo tylko 10 czołgów średnich T-34/85 i 5 samochodów pancernych BA-64. Na uzbrojeniu artyleryjskim znajdowało się: 14 armat, 14 moździerzy i 3 ciężkie granatniki przeciwpancerne T-21. W pułku czołgów znajdował się jeden batalion czołgów, a miejsce batalionu piechoty zmotoryzowanej zajęła kompania piechoty zmotoryzowanej. Pułk czołgów liczył 415 żołnierzy i posiadał 31 czołgów średnich T-34/85. Pułk artylerii pancernej posiadał częściowo skadrowane: batalion artylerii pancernej, batalion czołgów ciężkich i kompanię fizylierów, jego stan osobowy wynosił 487 żołnierzy, a zasadniczy sprzęt bojowy stanowiło: 16 ciężkich dział pancernych ISU-122 oraz 13 czołgów ciężkich IS-2.

### Plan formowania
Formowanie przeprowadził dowódca Okręgu Wojskowego Nr II według następującego planu:
- Dowództwo 20 Dywizji Zmechanizowanej (JW 5897) Szczecinek (formuje się na nowo) (etat 5/77 - 73 żołnierzy i 9 pracowników cywilnych)
- Kompania Dowodzenia 20 DZ Szczecinek (formuje się na nowo) (etat 5/78 - 93 żołnierzy i 6 pracowników cywilnych )
- 64 pułk zmechanizowany (JW 3238) Czarne (formuje się na nowo) (etat 5/83 - 1233 żołnierzy i 13 pracowników cywilnych)
- 68 pułk zmechanizowany (JW 1013) Budów (formuje się na nowo) (etat 5/83 - 1233 żołnierzy i 13 pracowników cywilnych)
- 47 pułk zmechanizowany (JW 2513) Szczecinek (z dniem 01.09.1952 r. - 47.Pułk Piechoty 14.DP - JW 2513 po przeformowaniu na Pułk Zmechanizowany wchodzi w skład 20 Dywizji Zmechanizowanej) (nowy etat 5/83 - 1233 żołnierzy i 13 pracowników cywilnych)
- 28 pułk czołgów średnich (JW 2198) Czarne (formuje się na nowo) (etat 5/84 - 728 żołnierzy i 12 pracowników cywilnych)
- 31 pułk artylerii pancernej (JW 2672) Chojnice (formuje się na nowo) (etat 5/85 - 757 żołnierzy i 12 pracowników cywilnych)
- 19 szkolny batalion czołgów (JW 5546) Czarne (formuje się na bazie 3.Szkolnej Kompanii Wojsk Pancernych w m. Słupsk) (etat 5/82 - 409 żołnierzy i 5 pracowników cywilnych)
- 116 pułk artylerii haubic (JW 3129) Grupa (formuje się na nowo) (etat 5/86 - 582 żołnierzy i 11 pracowników cywilnych)
- 23 pułk moździerzy (JW 3520) Starogard Gdański (formuje się na nowo) (etat 5/87 - 453 żołnierzy i 12 pracowników cywilnych)
- 15 dywizjon artylerii rakietowej (JW 3628) Grupa (formuje się na bazie Plutonu Dywizjonu Artylerii Rakietowej) (etat 5/88 - 197 żołnierzy i 3 pracowników cywilnych)
- 16 dywizjon artylerii przeciwlotniczej (JW 3816) Budów (formuje się na nowo) (etat 4/55 - 305 żołnierzy i 3 pracowników cywilnych)
- 63 batalion łączności (JW 5907) Szczecinek (formuje się na nowo) (etat 5/79 - 205 żołnierzy i 3 pracowników cywilnych)
- 73 batalion saperów (JW 5889) Budów (formuje się na nowo) (etat 5/80 - 287 żołnierzy i 3 pracowników cywilnych)
- 11 batalion rozpoznawczy (JW 5730) Budów (formuje się na nowo) (etat 5/81 - 286 żołnierzy i 3 pracowników cywilnych)
- 59 kompania samochodowa Szczecinek (formuje się na nowo) (etat 5/89 - 38 żołnierzy)
- Ruchomy Warsztat Naprawy Czołgów nr 24 (JW 4150) Czarne (formuje się na nowo) (etat 5/90 - 183 żołnierzy)
- Ruchomy Warsztat Naprawy Samochodów nr 26 (JW 4716) Szczecinek (formuje się na nowo) (etat 25/42 - 61 żołnierzy)
- Ruchomy Warsztat Naprawy Sprzętu Artyleryjskiego nr 30 (JW 2925) Szczecinek (formuje się na nowo) (etat 5/91 - 26 żołnierzy)

## Skład i rozmieszczenie (1952)
- Dowództwo 20 Dywizji Zmechanizowanej - Szczecinek
- 47 pułk zmechanizowany - Szczecinek
- 64 pułk zmechanizowany - Czarne
- 68 pułk zmechanizowany - Budów
- 28 pułk czołgów - Czarne
- 31 pułk artylerii pancernej - Chojnice
- 116 pułk artylerii haubic - Grupa
- 23 pułk moździerzy - Starogard Gdański
- 15 dywizjon artylerii rakietowej - Grupa
- 16 dywizjon artylerii przeciwlotniczej - Budów
- 73 batalion saperów - Gryfice
- 6 batalion łączności - Szczecinek
- 11 batalion rozpoznawczy - Budów

We wrześniu 1955 roku 20 DZ została przeformowana w 20 Dywizję Pancerną.

## Dowódcy 20 Dywizji Zmechanizowanej
- płk Julian Mowzelewski (25 VIII – 10 X 1951)
- płk Mikołaj Kuźmienko (10 X 1951 – 12 XII 1952)
- ppłk Józef Kamiński (12 XII 1952 – 26 X 1953)
- mjr Antoni Mazurkiewicz (26 X – 30 XII 1953)
- ppłk Eugeniusz Molczyk (30 XII 1953 – 24 X 1954)
- płk Andrzej Freń (24 X 1954 – 17 X 1955)